# Shu Xiuwen

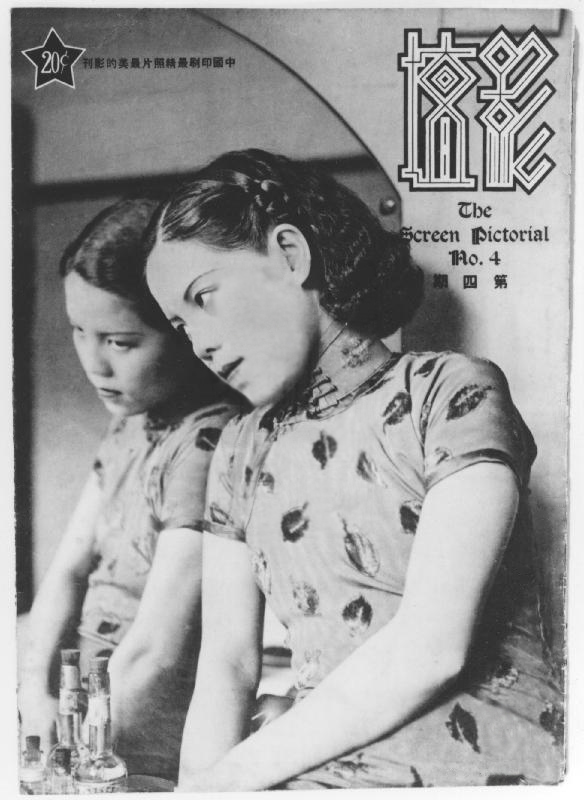
Shu a la portada de la revista The Screen Pictorial num 4 (1935)

En una onomàstica xinesa Shu es el cognom i Xiuwen el prenom.
Shu Xiuwen (xinès simplificat: 舒绣文) (Anqing 1915 - Pequín 1969) Actriu de teatre i cinema xinesa. Una de les actrius més populars del cinema xinès. L'any 1943 el guionista i dramaturg Xia Yan la va definir, conjuntament amb les actrius Zhang Ruifang, Bai Yang i Qin Yi com una de les "Fourt Famous Dancing Actors in Drama" de l'època, també conegudes com "les quatre grans dan" en referència als papers femenins de l'opera xinesa. L'any 2005, amb motiu del 100è aniversari del naixement del cinema xinès, va ser inclosa entre els "100 millors actors del cinema xinès". No només va ser una estrella activa a l'escenari teatral, sinó una actriu indispensable en la història del cinema modern xinès. També va ser una de les primeres actrius del cinema sonor de la Xina.

## Biografia

#### Primers anys
Shu Xiuwen va néixer el 18 de juliol de 1915 a Anqing, província d'Anhui (Xina). Malgrat que el seu avi havia obtingut el grau de "shiji" i havia ocupat càrrecs en el Ministeri de la Guerra durant la dinastia Qing, el seu pare Shu Zihua era professor d'una escola de secundària i la família tenia pocs recursos econòmics. Quan Shu tenia sis anys la família es va trasl·ladar a Pequín. La situació familiar va empitjorar a causa de la malaltia del pare i de la seva addicció al tabac i a l'opi. Quan Shu va fer 14 anys va deixar l'escola i va començar a fer de ballarina en una sala de festes i restaurant amb el nom de Shu Feiqiong. Als 16 anys va marxar de casa i va anar a Shanghai, per evitar un casament forçós que havia planificat el seu pare. A Shanghai va anar a treballar a un restaurant occidental d'estil rus a la Huaihai Road.

#### Carrera artística
La seva feina al restaurant de Shanghai li va permetre conèixer a personatges relacionats amb la industria del cinema com Ying Yunwei, Li Lilian i Gu Wenzong i els seus coneixements del dialecte de Pequín, li van facilitar la seva entrada a la Tianyi Film Company com a actriu i professora de mandarí, i també poder participar, posant la veu, en la pel·lícula cula sonora “Song Girl Red Peony" considerada la primera pel·lícula sonora del cinema xinès, iniciant així la seva carrera cinematogràfica. Aquesta primera experiència no va ser satisfactòria i va decidir començar una etapa com a actriu teatral en diferents grups, fins que els seus èxits la van fer tornar al mon del cinema.
Entre 1933 i 1938 va treballar en diferents estudis cinematogràfics. El 1933 a Shanghai Yihua Film Companyon va protagonitzar la seva primera pel·lícula "National Survival". El 1934 a la Shanghai Star Film Company va protagonitzar la pel·lícula musical "Daughter's Sutra", codirigida per Zhang Shichuan i Zheng Zhengqiu. Durant aquesta etapa va treballar amb altres directors de prestigi com Yao Sufeng, Cheng Bugao, Shen Xiling i Shi Dongshan.
Durant la segona guerra sino-japonesa va marxar com altres actors a Chongqing i va treballar en companyies com "China Long Live Theatre" i "Chinese Drama Society". Va col·laborar amb grups vinculats al dramaturg Tian Han,interpretant papers en obres d'autors com Guo Moruo, Yang Hansheng, Cao Yu, Hong Shen, Lao She, Song Zhi i Ma Yanxiang entre d'altres. També va rodar algunes pel·lícules amb China Film Studio, com 刘山妻 (Defend our Land) un dels films més significatius de l'esperit anti-japonés i 好丈夫 (Good Husband) de Shi Dongshan.
L'any 1947 va rodar 一江春水向东流 (The Spring River Flows East) dels directors Cai Chuseng i Zheng Junli, que s'ha descrit com "una de les reflexions més desencantades i pessimistes de los post-guerra" i també s'ha comparat amb "Allò que el vent s'endugué" del director estatunidenc Victor Fleming i a on va coincidir amb una de les altres "quatre grans" Bai Ying.
Durant la Guerra Civil xinesa , com altres actors i directors va marxar a Hong Kong, on entre altres va fer dues pel·lícules, 野火春风 (Everlasting Green) i 恋爱之道 ( Way of Love) amb el director Ouyang Yuqian.
Un cop establerta la República Popular, va anar primer a Shanghai on va treballar als "Shanghai Film Studio" i desprès a Pequín. El 1951, va protagonitzar amb Sun Daolin i Dong Kena, la pel·lícula "Female Driver", (女司机) en la qual va interpretar a Sun Guilan, una de les primeres dones conductores de tren a la Xina. i el 1954 va protagonitzar "A Storm" o ( A Wave of Unrest ) (一场风波) dirigida per Lin Nong i Xie Jin.

#### Càrrecs oficials
El 1958 va ingressar al Partit Comunista de la Xina i va ocupar diversos càrrecs de caràcter polític o administratiu. Va ser escollida successivament com a membre del primer Comitè Nacional de la Conferència Consultiva Política del Poble Xinès, membre del Comitè Executiu de la tercera Federació de Dones de la Xina i membre de la Federació de Cercles Literaris i Artístics de tota la Xina. Directora executiva de l'Associació de Drama de la Xina i l'Associació de Cinema de la Xina.
Va morir a Pequín el 17 de març de 1969.

## Filmografia destacada
| Any  | Títol xinès          | Títol anglès                                  | Director                                             |
| ---- | -------------------- | --------------------------------------------- | ---------------------------------------------------- |
| 1933 | 民族生存             |                                               | Han Tian                                             |
| 1933 | 中国海的怒潮         |                                               | Yu Feng                                              |
| 1934 | 女儿经               | The Classic for Girls                         | Yao Sufeng, Shen Xiling, Cheng Bugao, Zhang Shichuan |
| 1935 | 劫后桃花             | Down-trodden Peach Blossom                    | Zhang Shichuan                                       |
| 1935 | 夜来香               |                                               | Cheng Bugao                                          |
| 1936 |                      | Old and New Shanghai                          | Cheng Bugao                                          |
| 1937 | 梦里乾坤             |                                               | Cheng Bugao                                          |
| 1938 | 刘山妻               | Defend Our Land                               | Shi Dongshan                                         |
| 1939 | 好丈夫               | Good Husband                                  | Shi Dongshan                                         |
| 1939 | 保卫我们的土地       | Protect our Land                              | Shi Dongshan                                         |
| 1940 | 民族万岁             | Long Live the Chinese Nation                  | Zheng Junli                                          |
| 1942 | 塞上风云             | Storm on the Border                           | Ying Yunwei                                          |
| 1944 | 血溅樱花             |                                               | He Feiguang                                          |
| 1947 | 一江春水向东流       | The Spring River Flows East, Part I i Part II | Zheng Junli, Cai Chushgeng                           |
| 1948 | 野火春风             | Everlasting Green                             | Ouyang Yuqian                                        |
| 1948 | 姊妹劫               |                                               | Hong Shen, Zheng Xiaoqiu                             |
| 1948 | 弱者，你的名字是女人 |                                               | Hong Shen, Zheng Xiaoqiu                             |
| 1948 | 凶手                 | The Murderer                                  | Li Pingqian                                          |
| 1949 | 春城花落             | Virtue in the Dust                            | Cheng Bugao                                          |
| 1949 | 恋爱之道             | Way to Love                                   | Ouyang Yuqian                                        |
| 1951 | 女司机               | Female Driver                                 | Qian Qun                                             |
| 1954 | 一场风波             | A Storm                                       | Xie Jin, Lin Nong                                    |
| 1956 | 李时珍               | Li Shizhen                                    | Shen Fu                                              |